# Boudouaou-El-Bahri
Boudouaou-El-Bahri (em árabe: بودواو البحرى) é uma cidade e comuna localizada na província de Boumerdès, Argélia. Segundo o censo de 2008, a população total da cidade era de 14 209 habitantes.